# Alekséi Bialynitski-Biruliá
Alekséi Andréyevich Bialynitski-Biruliá (en ruso: Алексей Андреевич Бялыницкий-Бируля; 2 de noviembre de 1864, Babkovo, Orsha–18 de junio de 1937, Leningrado) fue un zoólogo, viajero y explorador polar ruso.
Hijo de Andréi Simplitsiánovich Bialynitski-Biruliá y Zofia Lisowska, su padre Andréi fue el organizador de la estación meteorológica Novoye Korolevo cerca de Vítebsk, que funcionó desde 1864 hasta 1941. Se licenció en ciencias naturales por la Universidad Estatal de San Petersburgo. Participante de la expedición de Eduard Toll a las islas de Nueva Siberia (1900-03). Miembro correspondiente de la Academia de Ciencias de Rusia (1923), profesor de la Universidad Estatal de Leningrado. En 1930 fue arrestado y un año después sentenciado a tres años en un campo de trabajo.

## Taxones eponímicos
- Anemesia birulai (Spassky, 1937)
- Calchas birulai Fet, Soleglad & Kovařík, 2009

## Algunos taxones descritos
| - Acanthogylippus - Buthacus - Buthiscus - Buthiscus bicalcaratus - Calchas - Calchas nordmanni - Daesiola zarudnyi - Euscorpius flavicaudis - Euscorpius koschewnikowi - Galeodopsis | - Gluviola armata - Gluviopsis microphthalmus - Heteroscorpion - Hottentotta - Karschia borszcevskii - Karschia kaznakovi - Karschia koenigi - Karschia kurdistanica - Karschia pedaschenkoi - Kraepelinia palpator - Liobuthus - Liobuthus kessleri - Paragaleodiscus | - Paragaleodiscus aflagellatus - Psammobuthus - Psammobuthus zarudnyi - Razianus zarudnyi - Rhagodelbus bucharicus - Rhagodixa kurdistanica - Rhagodorta zorab - Rhagodospus babylonicus - Roeweriscus - Roeweriscus paradoxus - Zeria funksoni |